# Droue-sur-Drouette

Droue-sur-Drouette este o comună în departamentul Eure-et-Loir, Franța. În 1 ianuarie 2022 avea o populație de 1.204 de locuitori.